# 莫格
莫格（法語：Mogues，法語發音：[mɔɡ]）是法国大東部大區阿登省的一个市镇，属于色当区。

## 地理
莫格（49°39'5"N, 5°16'45"E）面积8.26 平方千米，位于法国大東部大區阿登省，该省份为法国北部内陆省份，西接埃纳省，南至马恩省，东临默兹省，北与比利时接壤。
与莫格接壤的市镇（或旧市镇、城区）包括：皮伊和沙尔博。

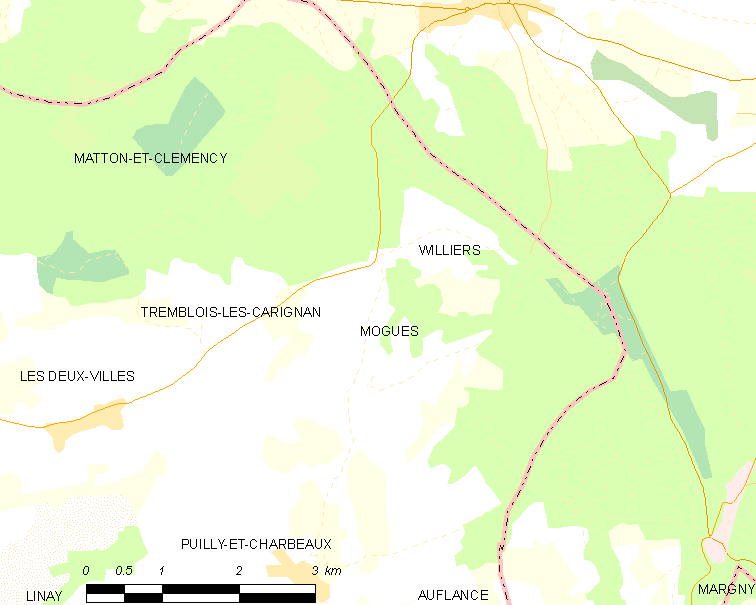
莫格的OSM定位图

莫格的时区为UTC+01:00、UTC+02:00（夏令时）。

## 行政
莫格的邮政编码为08110，INSEE市镇编码为08291。

## 政治
莫格所属的省级选区为卡里尼昂县。

## 人口

1962-2008年间莫格人口变化图示

莫格于2022年1月1日时的人口数量为231人。